# Sumatrakortvinge
Sumatrakortvinge (Brachypteryx saturata) är en fågelart i familjen flugsnappare inom ordningen tättingar.

## Utseende och läte
Sumatrakortvingen är en liten och mörk tätting. Hanen är genomgående mörkt skiffergrå, på buken något ljusare. Honan har en liknande dräkt, men är mattare färgad och ännu ljusare på buken. Båda könen har långa svarta ben och ett tunt vitt ögonbrynsstreck. Den är ytligt lik sumatranäktergal, men har kortare stjärt och saknar vitt i pannan. Sången är en gladlynt serie med stigande och fallande visslingar. Lätet är ett vasst "click!".

## Utbredning och systematik
Fågeln förekommer i bergstrakter på Sumatra. Den behandlas som monotypisk, det vill säga att den inte delas in i några underarter.

### Artstatus
Tidigare kategoriserades den som underart till blå kortvinge, nu javakortvinge (Brachypteryx montana). Denna delades upp i fem arter av tongivande Clements 2022 och International Ornithological Congress (IOC) 2023. Studier visar på stora genetiska skillnader populationerna emellan, liksom tydliga skillnader i utseende och läte.

## Levnadssätt
Javakortvingen hittas i bergsbelägen regnskog. Där ses den födosöka på marken, men också hoppa fram på lågor och låga grenar. Den kan vara lätt att komma nära, men flyger kvickt i väg om den störs.

## Status och hot
Arten tros minska i antal, dock inte tillräckligt kraftigt för att den ska betraktas som hotad. Internationella naturvårdsunionen IUCN listar arten som livskraftig (LC).